# Rajon Browary
Der Rajon Browary (ukrainisch Броварський район/Browarskyj rajon; russisch Броварский район/Browarski rajon) oder Kreise Browary (Броварська округа; Броварская округа) ist eine Verwaltungseinheit innerhalb der Oblast Kiew im Zentrum der Ukraine. Zentrum und Teil des Rajons ist die Stadt Browary. Diese war jedoch bis Juli 2020 selbst kein Teil des Rajons.

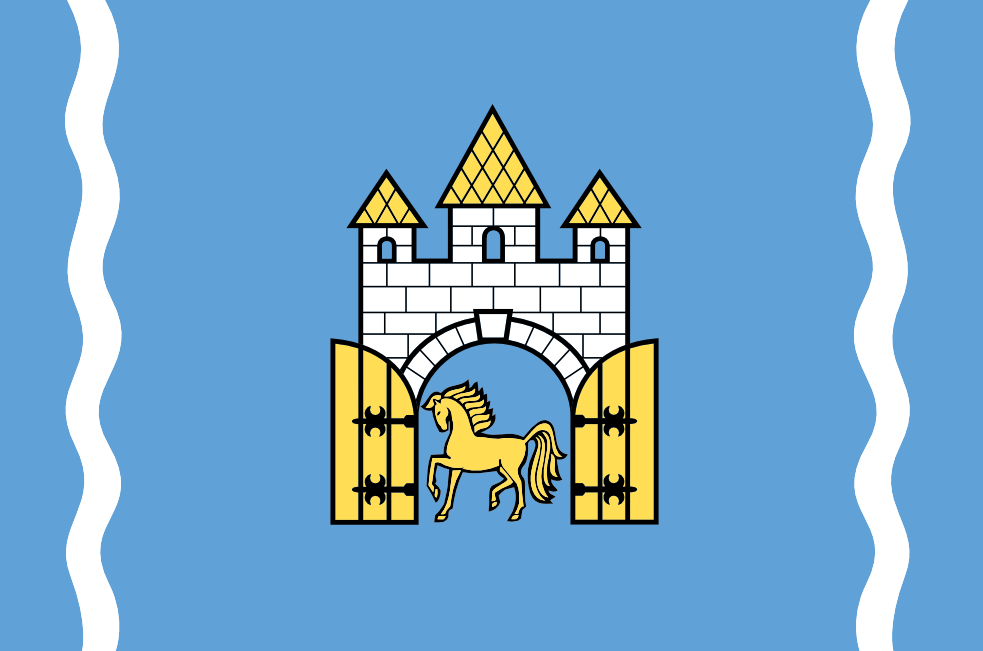
Flagge des Rajons

## Geschichte
Der Rajon wurde am 7. März 1923 gegründet, seit 1991 ist er Teil der heutigen Ukraine.
Am 17. Juli 2020 kam es im Zuge einer großen Rajonsreform zur Auflösung des alten Rajons und einer Neugründung unter Vergrößerung des Rajonsgebietes um die Rajone Baryschiwka und Shuriwka sowie der bis dahin unter Oblastverwaltung stehenden Städte Browary und Beresan.

Rajon Browary bis Juli 2020
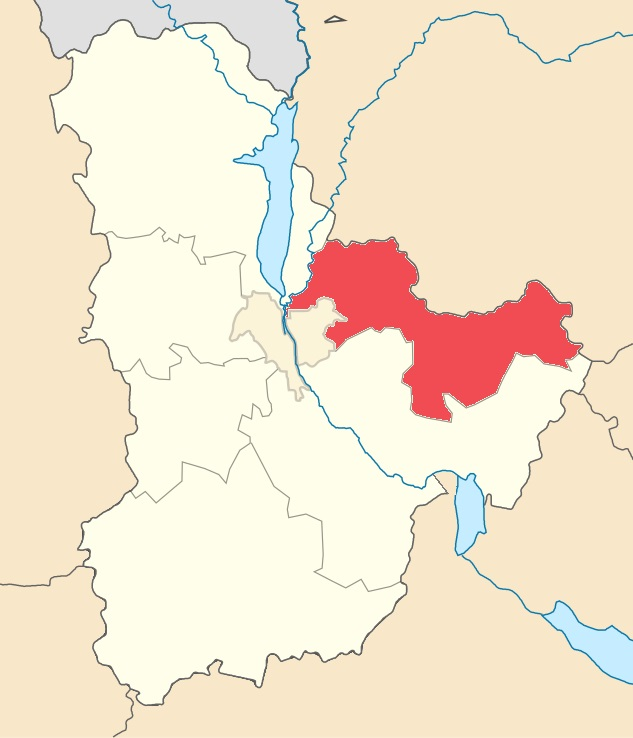
Rajonsgebiet ab Juli 2020

## Geographie
Der Rajon liegt im Osten der Oblast Kiew und grenzt im Norden an den Rajon Nischyn (in der Oblast Tschernihiw gelegen), im Osten an den Rajon Pryluky (Oblast Tschernihiw), im Süden an den Rajon Boryspil, im Westen an die Stadt Kiew sowie im Nordwesten an den Rajon Schytomyr (in der Oblast Schytomyr gelegen).
Bis Juli 2020 grenzte er im Norden an den Rajon Koselez (Oblast Tschernihiw), im Osten an den Rajon Bobrowyzja (Oblast Tschernihiw), im Südosten an den Rajon Baryschiwka, im Süden an den Rajon Boryspil, im Südwesten an die Stadt Kiew sowie im Nordwesten an den Rajon Wyschhorod sowie den Rajon Tschernihiw (Oblast Tschernihiw).

## Administrative Gliederung
Auf kommunaler Ebene ist der Rajon in 8 Hromadas (2 Stadtgemeinden, 5 Siedlungsgemeinden und 1 Landgemeinde) unterteilt, denen jeweils einzelne Ortschaften untergeordnet sind.
Zum Verwaltungsgebiet gehören:
- 2 Städte
- 5 Siedlungen städtischen Typs
- 118 Dörfer

Die Hromadas sind im Einzelnen:
- Stadtgemeinde Browary
- Stadtgemeinde Beresan
- Siedlungsgemeinde Baryschiwka
- Siedlungsgemeinde Kalyniwka
- Siedlungsgemeinde Kalyta
- Siedlungsgemeinde Shuriwka
- Siedlungsgemeinde Welyka Dymerka
- Landgemeinde Sasymja

Auf kommunaler Ebene war der Rajon bis Juli 2020 administrativ in drei Siedlungsratsgemeinden und 23 Landratsgemeinden unterteilt, denen jeweils einzelne Ortschaften untergeordnet waren.
Zum Verwaltungsgebiet gehörten:
- 3 Siedlungen städtischen Typs
- 42 Dörfer unterteilt in 23 Landratsgemeinden

### Siedlungen städtischen Typs
| Siedlungen städtischen Typs | Siedlungen städtischen Typs | Siedlungen städtischen Typs        |
| Name                        | Name                        | Name                               |
| ukrainisch transkribiert    | ukrainisch                  | russisch                           |
| --------------------------- | --------------------------- | ---------------------------------- |
| Kalyniwka                   | Калинівка                   | Калиновка (Kalinowka)              |
| Kalyta                      | Калита                      | Калита (Kalita)                    |
| Welyka Dymerka              | Велика Димерка              | Великая Дымерка (Welikaja Dymerka) |

### Dörfer
| Dörfer                           | Dörfer                 | Dörfer                                           | Dörfer            |
| Name                             | Name                   | Name                                             | Gemeindezuordnung |
| ukrainisch transkribiert         | ukrainisch             | russisch                                         | Gemeindezuordnung |
| -------------------------------- | ---------------------- | ------------------------------------------------ | ----------------- |
| Berwyzja                         | Бервиця                | Бервица (Berwiza)                                | Mokrez            |
| Bobryk                           | Бобрик                 | Бобрик (Bobrik)                                  | Bobryk            |
| Bohdaniwka                       | Богданівка             | Богдановка (Bogdanowka)                          | Bohdaniwka        |
| Hajowe (bis 2016 Frunsiwka)      | Гайове (Фрунзівка)     | Гаеовое (Gajewoje)/Фрунзовка (Frunsowka)         | Bobryk            |
| Hoholiw                          | Гоголів                | Гоголев (Gogolew)                                | Hoholiw           |
| Hrebelky                         | Гребельки              | Гребельки (Grebelki)                             | Switylnja         |
| Knjaschytschi                    | Княжичі                | Княжичи (Knjaschitschi)                          | Knjaschytschi     |
| Krassyliwka                      | Красилівка             | Красиловка (Krassilowka)                         | Krassyliwka       |
| Kulaschynzi                      | Кулажинці              | Кулажинцы (Kulaschinzy)                          | Kulaschynzi       |
| Kwitnewe (bis 2016 Dymytrowe)    | Квітневе (Димитрове)   | Квитневое (Kwitnewoje)/Димитрово (Dimitrowo)     | Kalyniwka         |
| Litky                            | Літки                  | Летки (Letki)                                    | Litky             |
| Litotschky                       | Літочки                | Леточки (Letotschki)                             | Litotschky        |
| Mokrez                           | Мокрець                | Мокрец                                           | Mokrez            |
| Mychajliwka                      | Михайлівка             | Михайловка (Michailowka)                         | Scherdowa         |
| Opanassiw                        | Опанасів               | Опанасов (Opanassow)                             | Kalyta            |
| Peremoha                         | Перемога               | Перемога (Peremoga)                              | Kalyniwka         |
| Peremoschez                      | Переможець             | Переможец                                        | Trebuchiw         |
| Persche Trawnja                  | Перше Травня           | Перше Травня                                     | Russaniw          |
| Perschotrawnewe                  | Першотравневе          | Першотравневое (Perschotrawnewoje)               | Ploske            |
| Pidlissja                        | Підлісся               | Подлесье (Podlessje)                             | Scherdowa         |
| Ploske                           | Плоске                 | Плоское (Ploskoje)                               | Ploske            |
| Pohreby                          | Погреби                | Погребы (Pogreby)                                | Pohreby           |
| Pokrowske (bis 2016 Kujbyschewe) | Покровське (Куйбишеве) | Покровское (Pokrowskoje)/Куйбышево (Kuibyschewo) | Scherdowa         |
| Puchiwka                         | Пухівка                | Пуховка (Puchowka)                               | Puchiwka          |
| Roschiwka                        | Рожівка                | Рожевка (Roschewka)                              | Roschiwka         |
| Roschny                          | Рожни                  | Рожны                                            | Roschyn           |
| Rudnja                           | Рудня                  | Рудня                                            | Rudnja            |
| Russaniw                         | Русанів                | Русанов (Russanow)                               | Russaniw          |
| Sachariwka                       | Захарівка              | Захаровка (Sacharowka)                           | Scherdowa         |
| Salissja                         | Залісся                | Залесье (Salessje)                               | Bohdaniwka        |
| Sasymja                          | Зазим'я                | Зазимье (Sasimje)                                | Sasymja           |
| Saworytschi                      | Заворичі               | Заворичи (Saworitschi)                           | Saworytschi       |
| Scherdowa                        | Жердова                | Жердова                                          | Scherdowa         |
| Schewtschenkowe                  | Шевченкове             | Шевченково (Schewtschenkowo)                     | Schewtschenkowe   |
| Semypolky                        | Семиполки              | Семиполки (Semipolki)                            | Semypolky         |
| Skybyn                           | Скибин                 | Скибин (Skibin)                                  | Kalyniwka         |
| Soboliwka                        | Соболівка              | Соболевка (Sobolewka)                            | Litotschky        |
| Sorja                            | Зоря                   | Зоря                                             | Hoholiw           |
| Switylnja                        | Світильня              | Светильня (Swetilnja)                            | Switylnja         |
| Tarassiwka                       | Тарасівка              | Тарасовка (Tarassowka)                           | Scherdowa         |
| Trebuchiw                        | Требухів               | Требухов (Trebuchow)                             | Trebuchiw         |
| Wilne                            | Вільне                 | Вольное (Wolnoje)                                | Scherdowa         |